# リュシアン＝エティエンヌ・メランジュ
リュシアン＝エティエンヌ・メランジュ（Lucien-Étienne Mélingue、1841年12月18日 - 1889年12月5日）は、フランスの画家である。
アカデミック美術のスタイルの画家でフランス革命の出来事などを題材に描いた作品で知られている。

## 略歴
パリで生まれた。父親のÉtienne Marin Mélingueは俳優で彫刻家でもあり、母親も“Mrs. Théodorine”の芸名の女優で、1843年にコメディ・フランセーズの舞台に出演している。兄に版画家、画家になったガストン・メランジュ(Gaston Mélingue: 1840-1914)がいる。
レオン・コニエやウジェーヌ・ジロー、ジャン＝レオン・ジェロームらに学び、1861年のパリのサロンに初出展した。
アカデミック美術の画家として、当時は人気があり、1877年にサロンで一等のメダルを受賞した「テルミドール10日の朝(Le Matin du 10 Thermidor)」は反対派のクーデターにより自殺を図り、失敗し負傷しテーブルの上に横たわるロベスピエールを描いたもので、評判を得て、当時使われ始めた写真製版によって版画にされ出版された。この作品の人気は、ロベスピエールが再評価される先駆けになったとされ、アルベール・マチエなどによる「ロベスピエール研究協会」は1907年に設立された。
1880年にレジオンドヌール勲章（シュバリエ）を受勲した。

## 作品

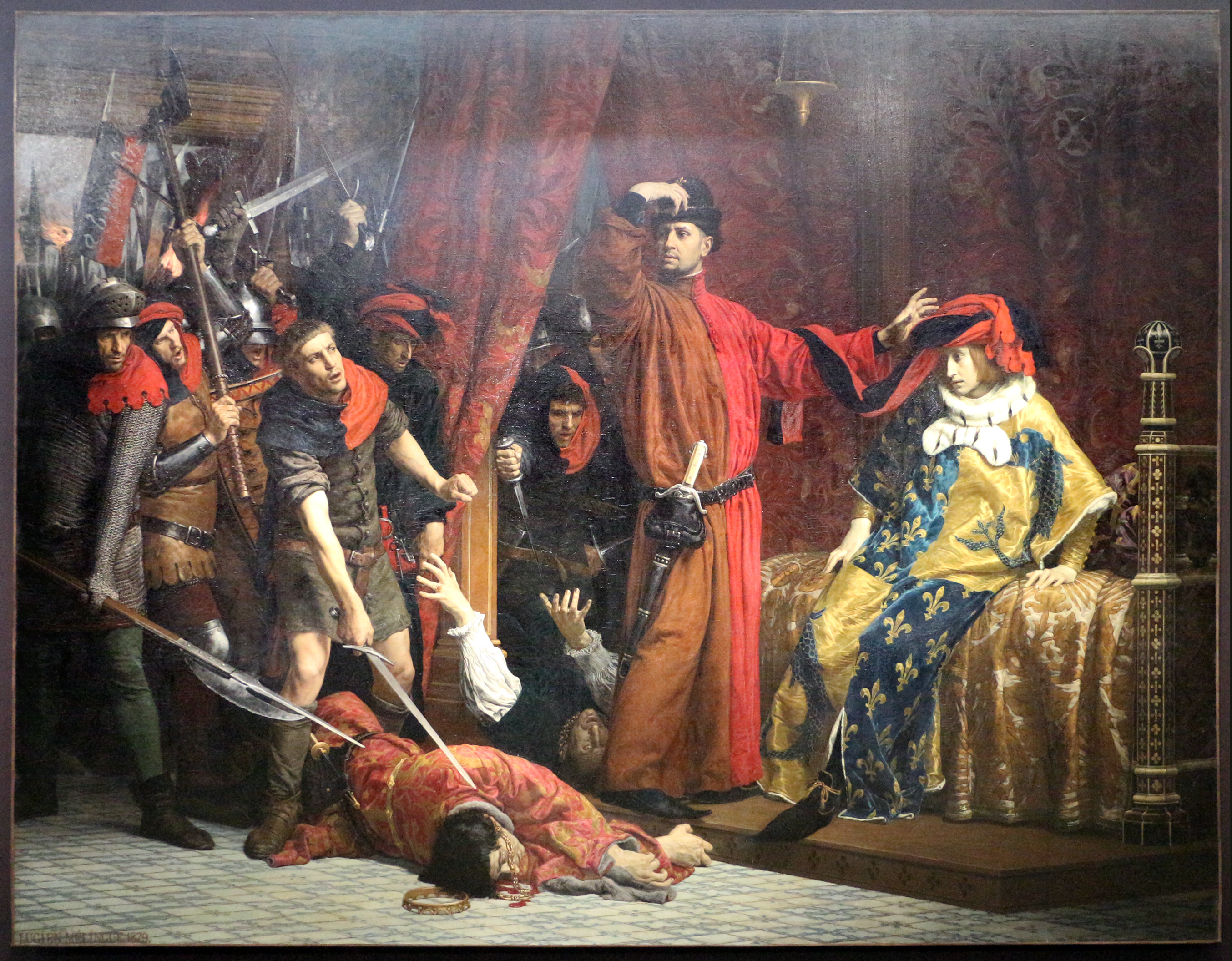
パリ市長エティエンヌ・マルセルと王太子シャルル
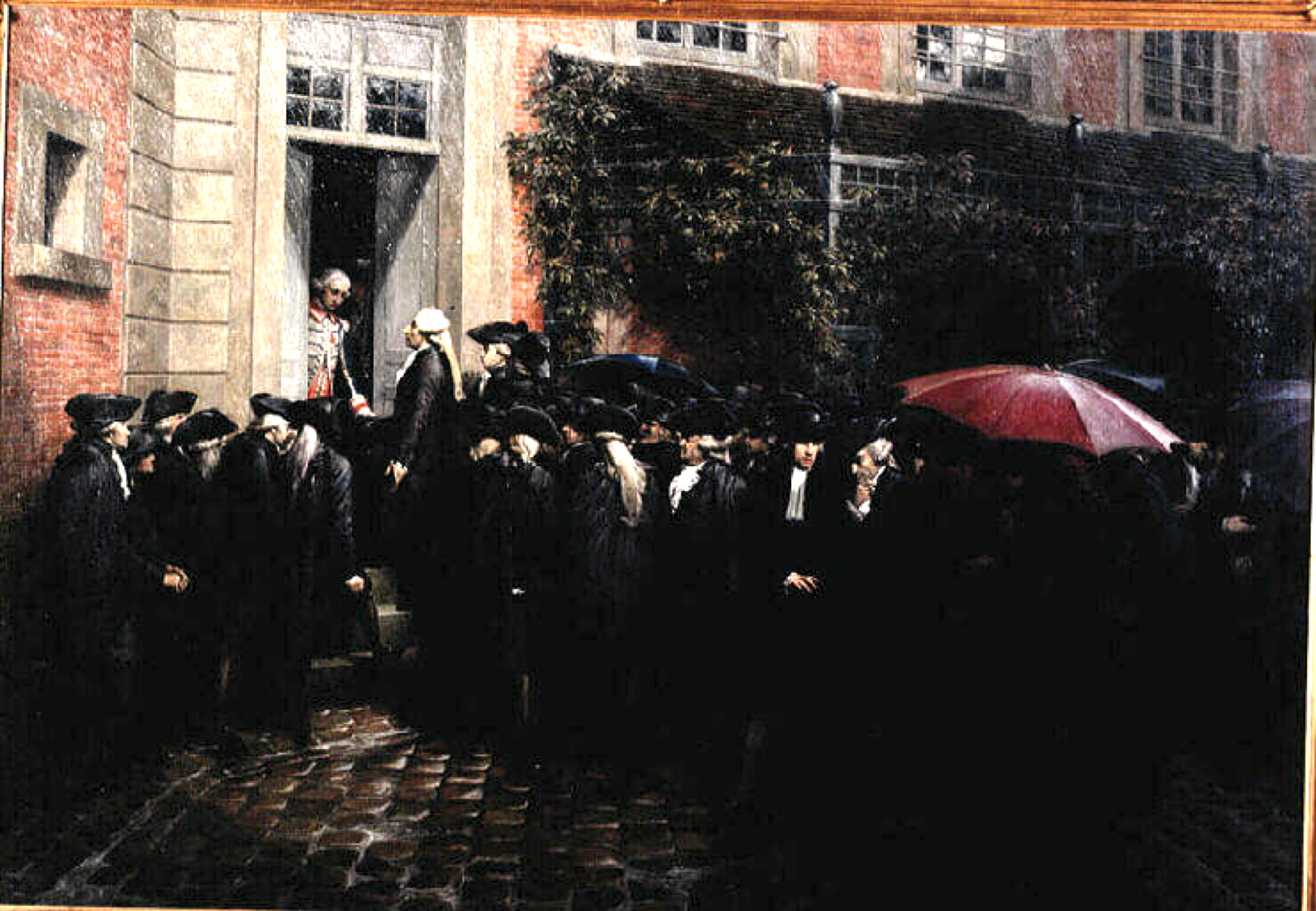
議場を閉鎖された第三身分の議員たち
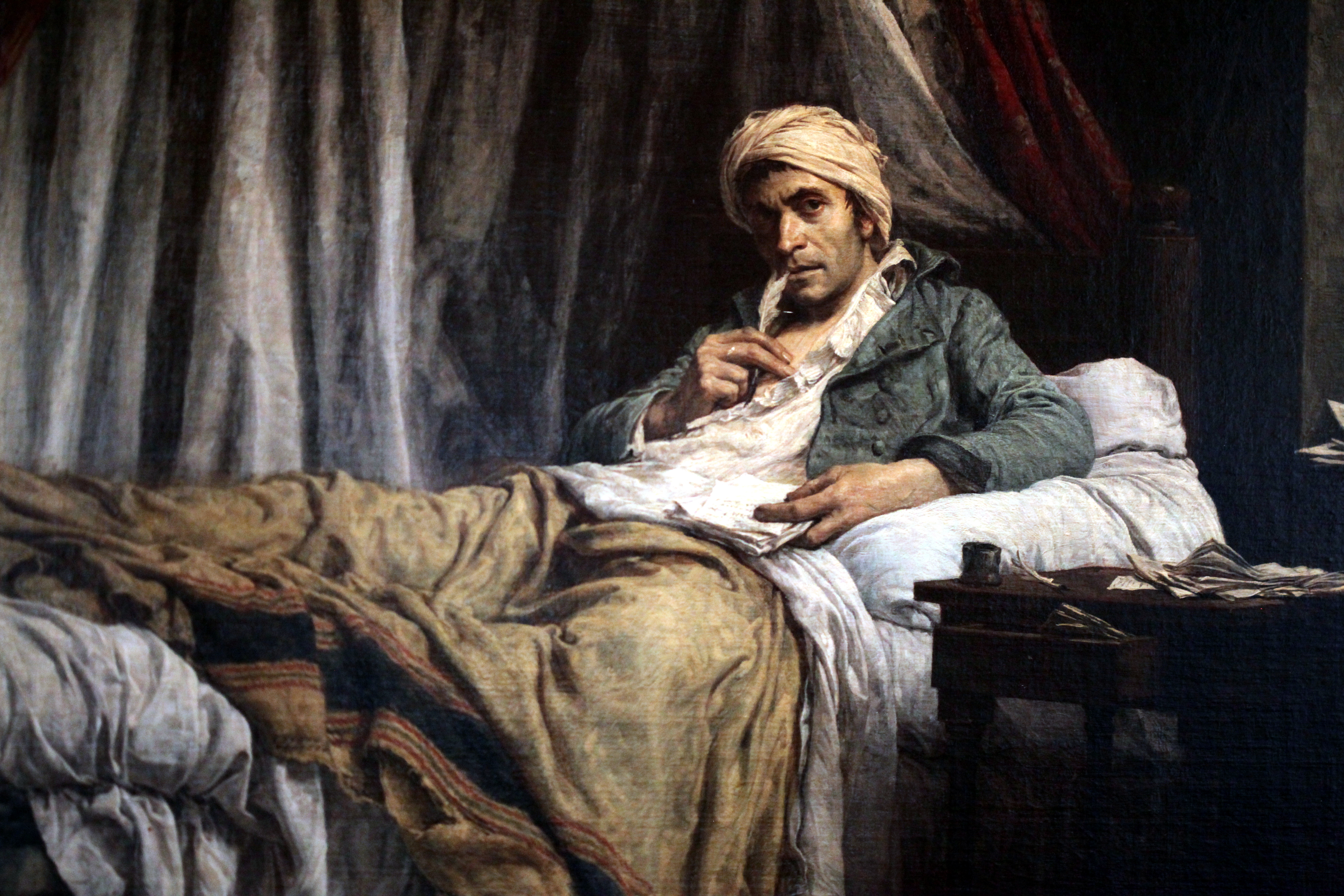
ジャン＝ポール・マラー